# Belmesthorpe
Belmesthorpe – przysiółek w Anglii, w Rutland, w dystrykcie (unitary authority) Rutland. Belmesthorpe jest wspomniana w Domesday Book (1086) jako Belmestorp.